# محطة خوسيه كابريرا للطاقة النووية

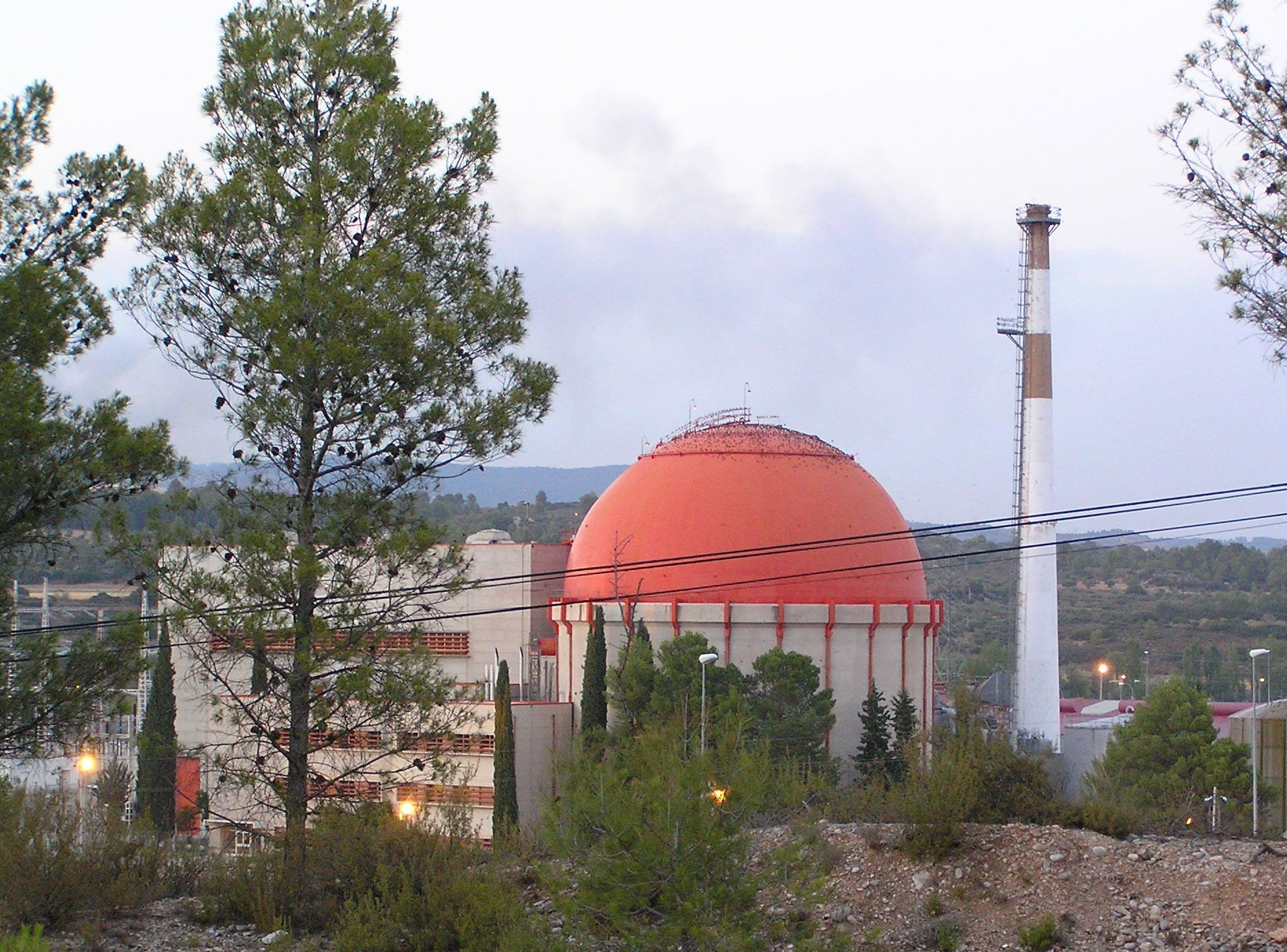
محطة خوسيه كابريرا للطاقة النووية

محطة خوسيه كابريرا للطاقة النووية هي محطة طاقة نووية في الموناسيد دي زوريتا على بعد 70 كم (43 ميل) شرق مدريد بإسبانيا.

## نبذة
تتكون محطة الطاقة من مفاعل واحد يعمل بالماء المضغوط  تبلغ قدرته 160 ميجاوات تم بنائه بواسطة شركة ويستينغهاوس إلكتريك.

## التاريخ
بدأ بناء محطة توليد الكهرباء في عام 1964 وتم تشغيله في عام 1968 وتم تشغيله من عام 1968 حتى عام 2006.

## حادث 2003
قام مجلس السلامة النووية الإسباني بالتحقيق في نظام السلامة المعيب بالمحطة الذي حال دون استئناف المفاعل عملياته بعد عملية التزود بالوقود التي استمرت لمدة شهر في 2003 بشهر ديسمبر.

## الإيقاف
في عام 2006 تم إغلاقه بأمر وزاري وفي 11 فبراير 2010 خطط لتطهير الموقع بحلول نهاية عام 2015.